# Hel·leni (Nàucratis)

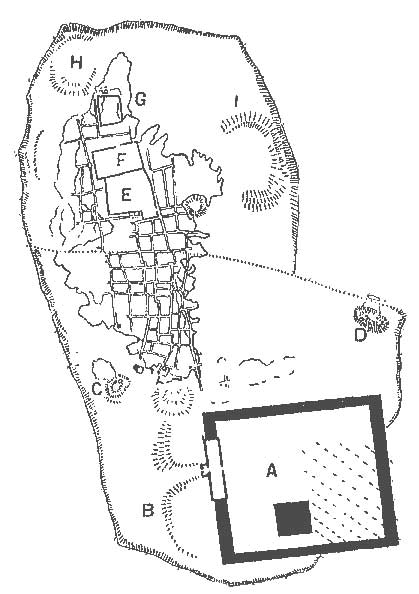
Pla de les ruïnes de Nàucratis. A: Temple Hel·lènic o Hel·leni B: Actual vila àrab E: Temples d'Apol·lo i Hera F: Temple dels Dioscurs G: Temple d'Afrodita

L'Hel·leni (en grec Ἑλλήνιον) fou un santuari comú dels antics grecs a Nàucratis, al delta del Nil (Egipte).
L'Hel·leni fou un recinte sagrat dedicat "als déus dels grecs", segons consta en ceràmica grega trobada al templet, on predominen les figures de terracota, sobretot pròtoms. Es va erigir quan la ciutat de Nàucratis va florir amb el faraó Amosis (570 - 526 ae), en concedir-li un estatus especial per als mercaders grecs. El tèmenos va ser construït amb l'esforç conjunt de nou polis gregues orientals, les jònies de Quios, Teos, Focea i Clazòmenes, les dòries de Cnidos, Rodes, Halicarnàs i Faselis i l'eòlia de Mitilene.
| «                             | "El faraó Amosis fou també amic dels grecs i els feu molt de bé. Als que arribaven a Egipte els donà Nàucratis perquè hi visqueren. Als que no volien viure-hi, sinó dedicar-se al comerç marítim, els regalà camps perquè hi alçaren altars i recintes sagrats per als déus. El més important, el més famós, anomenat Hel·leni, fou erigit entre totes aquestes ciutats: de les jònies, Quios, Teos, Focea i Clazòmenes; d'entre les ròdies, Cnido, Rodes, Halicarnàs i Faselis; d'entre les eòlies, només Mitilene." | » |
| — Heròdot. Historiae II, 178. | |   |